# Polirítmia

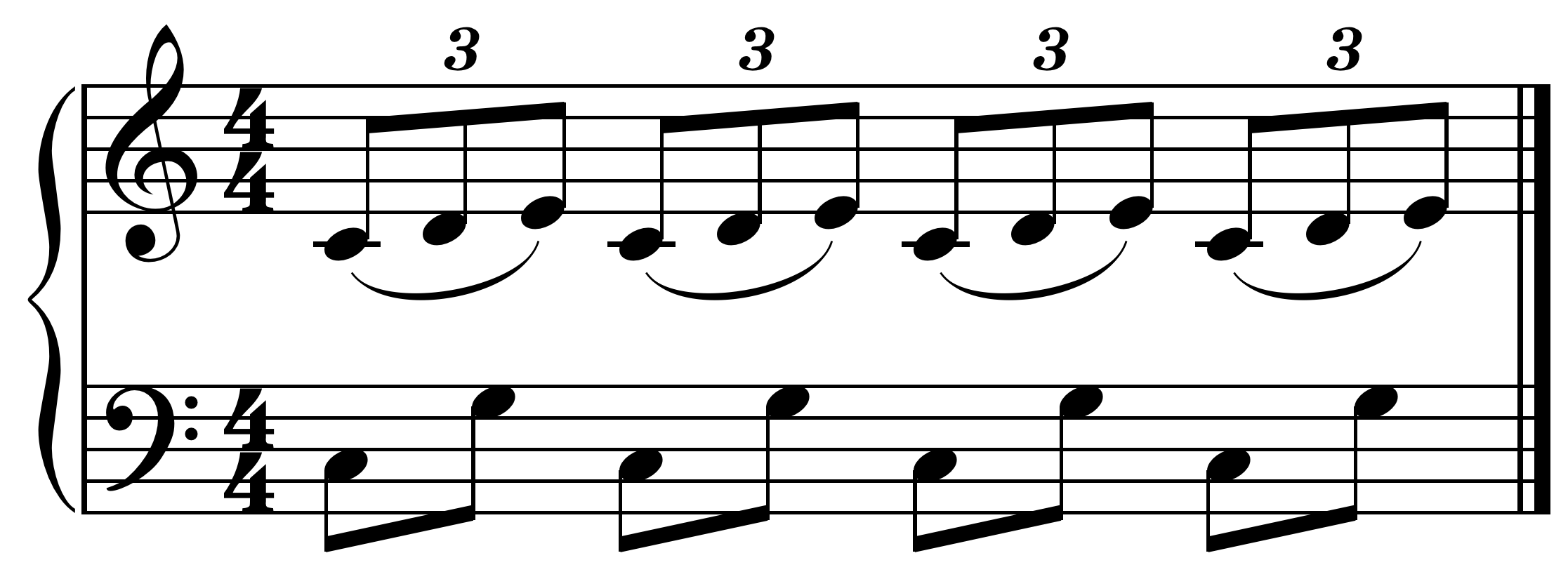
Polirítmia: tresets sobre dosets en els quatre temps

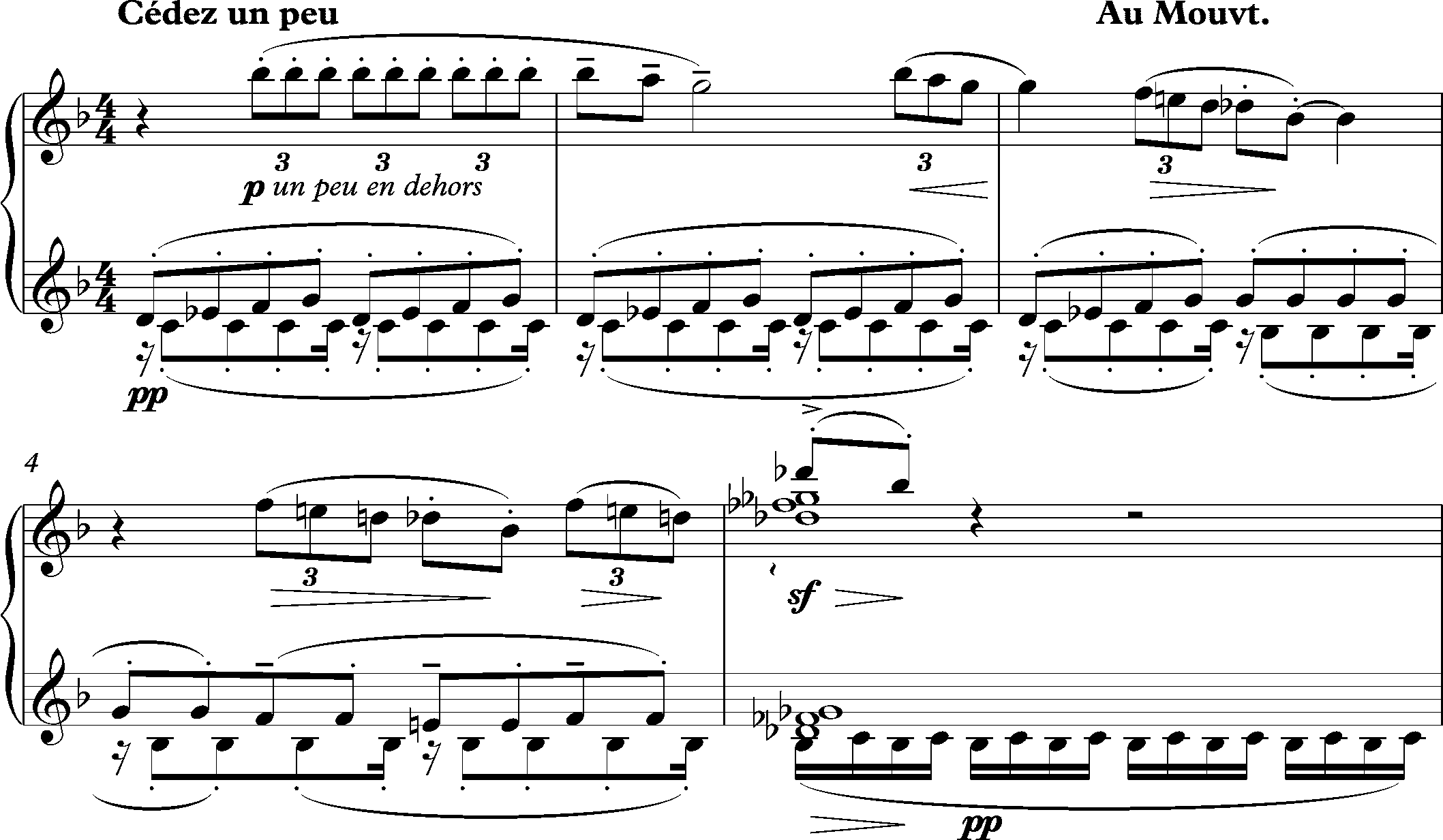
Debussy, the Snow is Dancing, Bars 34-38

La polirítmia és un efecte i una tècnica de composició i d'execució musicals consistents a fer coincidir en el temps diversos ritmes diferents. És fins a cert punt habitual en les polirítmies que els diferents ritmes que l'integren tinguin sistemes mètrics diferents (polimetria), accentuacions igualment diferents i que les relacions i correspondències entre ells s'estableixin ja sigui a nivell de pulsació o a nivell de compàs.